# Jean-Jacques Acquevillo
Jean-Jacques Acquevillo, noto anche come Jacko Acquevillo (Le Lamentin, 17 gennaio 1989), è un pallamanista francese, di ruolo terzino sinistro.

## Biografia
È nato in Martinica. Si avvicinò all'attività agonistica praticando prima il calcio e poi, dall'età di 14 anni, a pallamano a Le Lamentin, sua città natale.

### Squadre di club
Da giovane venne ingaggiato dalla ALC Longvic, nei sobborghi di Digione, contribuendo all'ascesa del club dalla serie N3 alla N2. Dopo tre anni, nel 2011 si trasferì al Grenoble-St-Martin-d'Hères, in Nationale 1.
Nel 2014 si passò al Saran Loiret Handball, dopo che Andy Sekiou, all'epoca portiere dei grenoblois, lo segnalò a Fabien Courtial, allenatore della squadra della dipartimento di Loiret.
Con il Saran Loiret Handball guadagnò due promozioni in due anni, raggiungendo la P2 nel 2015 e poi la P1 nel 2016. Nel 2016 vinse il titolo di miglior giocatore del mese di settembre del campionato.
Nel 2018 venne acquistato dal Cesson-Rennes Métropole HB. Dopo la retrocessione in D2 del Cesson Rennes, firmò con l'USAM Nîmes.

### Nazionale
Il 13 e 16 giugno 2019 è stato convocato in nazionale per disputare le partite di qualificazione al Campionato europeo maschile di pallamano del 2020.
Il commissario tecnico Guillame Gille lo ha convocato per il campionato mondiale maschile di pallamano di Egitto 2021, per rimpiazzare gli infortunati Nikola Karabatić ed Elohim Prandi.